# راغودوكة مزينة
راغودوكة مزينة (الاسم العلمي:Rhagodoca ornata) هي نوع من العنكبوتيات تتبع جنس الراغودوكة من فصيلة الراغودات.